# Ron McCroby
Ron McCroby (* 1934; † 5. August 2002 in Aurora, Ohio) war ein US-amerikanischer Jazzmusiker (Flöte, Klarinette) und Kunstpfeifer. McCroby galt als ein Meister der selten praktizierten Kunst des Jazz-Pfeifens.

## Leben und Wirken
Ron McCroby wuchs in Morgantown, West Virginia auf, wo er Klarinette in der Blaskapelle der High School spielte. Dort gab er sein musikalisches Pfeifdebüt und füllte den Piccolo-Part in „Stars and Stripes Forever“, als der Stammspieler erkrankt war. McCroby studierte dann Musik an der West Virginia University, heiratete anschließend und zog nach Cincinnati, um in der Werbebranche zu arbeiten. In seiner Freizeit trat er vor Ort als Klarinettist mit verschiedenen großen und kleinen Jazzgruppen auf, manchmal auch mit Querflöte oder Saxophon. Schließlich wurde er Werbeleiter für die Spielzeugfirma Little Tykes und wechselte auch in die Cartoon-Voiceover-Arbeit, indem er einem pfeifenden Pinguin in der amerikanischen Zeichentrickserie Scooby-Doo seine Stimme lieh.
McCroby gab 1981 sein Fernsehdebüt als Jazzpfeifer in einer Morgenshow in Cleveland. Seine erstaunlichen Fähigkeiten verbreiteten sich schnell, was zu seinen Auftritten in der Merv Griffin Show führte. Anschließend gastierte er fünf Mal in The Tonight Show bei Johnny Carson, des Weiteren beim Monterey Jazz Festival, mit einem Repertoire, das von „Body and Soul“ Body und „Blue Rondo a la Turk“ über Vivaldi bis zur Erkennungsmelodie der Andy Griffith Show reichte. Im Dezember 1982 nahm McCroby auch sein erstes Album, Ron McCroby Plays Puccolo, für Concord Jazz auf, mit einem Begleitquartett, bestehend aus Flötist Sam Most, Pianist Bill Mays, Bassist Bob Magnusson und Schlagzeuger Jeff Hamilton. 1983 trat er als Flötist mit Woody Herman auf (Vol. 3...A Great American Evening, Concord).
Ein zweites Concord-Album, The Other Whistler, erschien 1984. McCroby setzte auch seine Voice-Over-Arbeit für mehrere Werbekampagnen fort, vor allem als Tenderheart Bear für das Grußkarten-Spielzeug-Hersteller The Care Bears sowie für ein Winnie-the-Pooh-Videospiel. 1999 ging er in den Ruhestand, 2001 reiste er in die Niederlande und nahm mit dem Hans Mantel Trio ein Album mit dem Titel Two Lips from Holland auf. Im Bereich des Jazz war er laut Tom Lord zwischen 1982 und 2001 an fünf Aufnahmesessions beteiligt.
McCroby starb am 5. August 2002 in seinem Haus in Aurora, Ohio, wohl an den Folgen eines Herzinfarkts.
Steve Huey lobte in Allmusic, McCroby sei gesegnet mit einer erstaunlich sicheren Intonation und technischen Kontrolle gewesen, die es ihm ermöglichten, die Linien von Bebop-Musikern mit einer Klarheit nachzuahmen, die es klingen lasse, als würde er eine Piccoloflöte spielen.

## Diskographische Hinweise
- The Other Whistler (Concord, 1984), mit Bill Mays, Steve LaSpina, Akira Tana
- Ron McCroby & Arion Consort: Breezin’ the Classics (1985), mit Pamela Watson, Christopher Philpotts, Susan Marshall-Peterson, Judith Larsen, Richard Jensen
- Two Lips from Holland (Timless Records, 2001), mit Berend van den Berg, Hans Mantel, Wim Kegel